# Ізвор (община Чашка)
Ізво́р (мак. Извор) — село у Північній Македонії, у складі общини Чашка Вардарського регіону. До 2004 року село було адміністративним центром общини Ізвор.
Населення — 480 осіб (перепис 2002) в 176 господарствах.